# Louchy

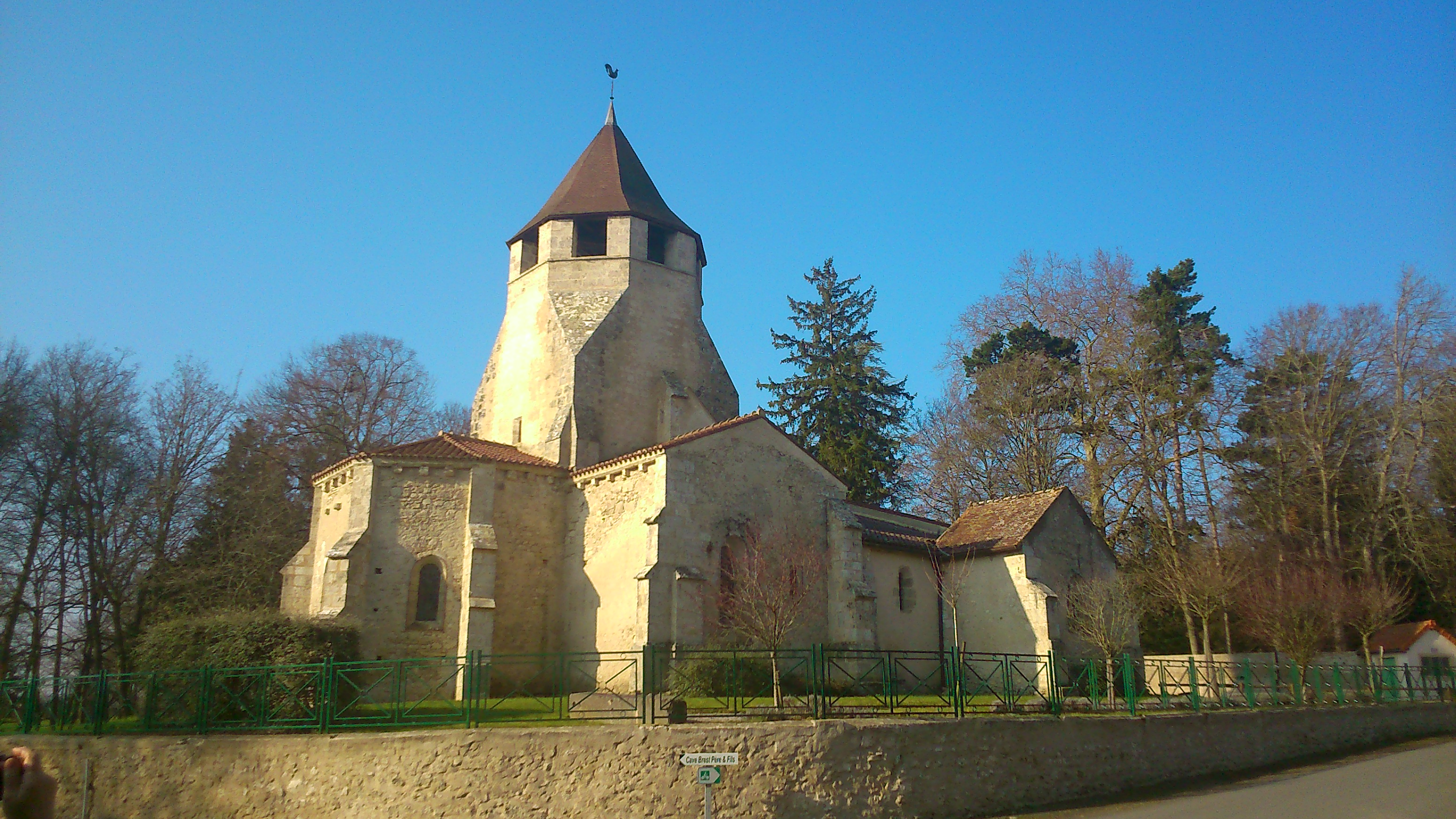
Kirche St-Pourçain in Louchy

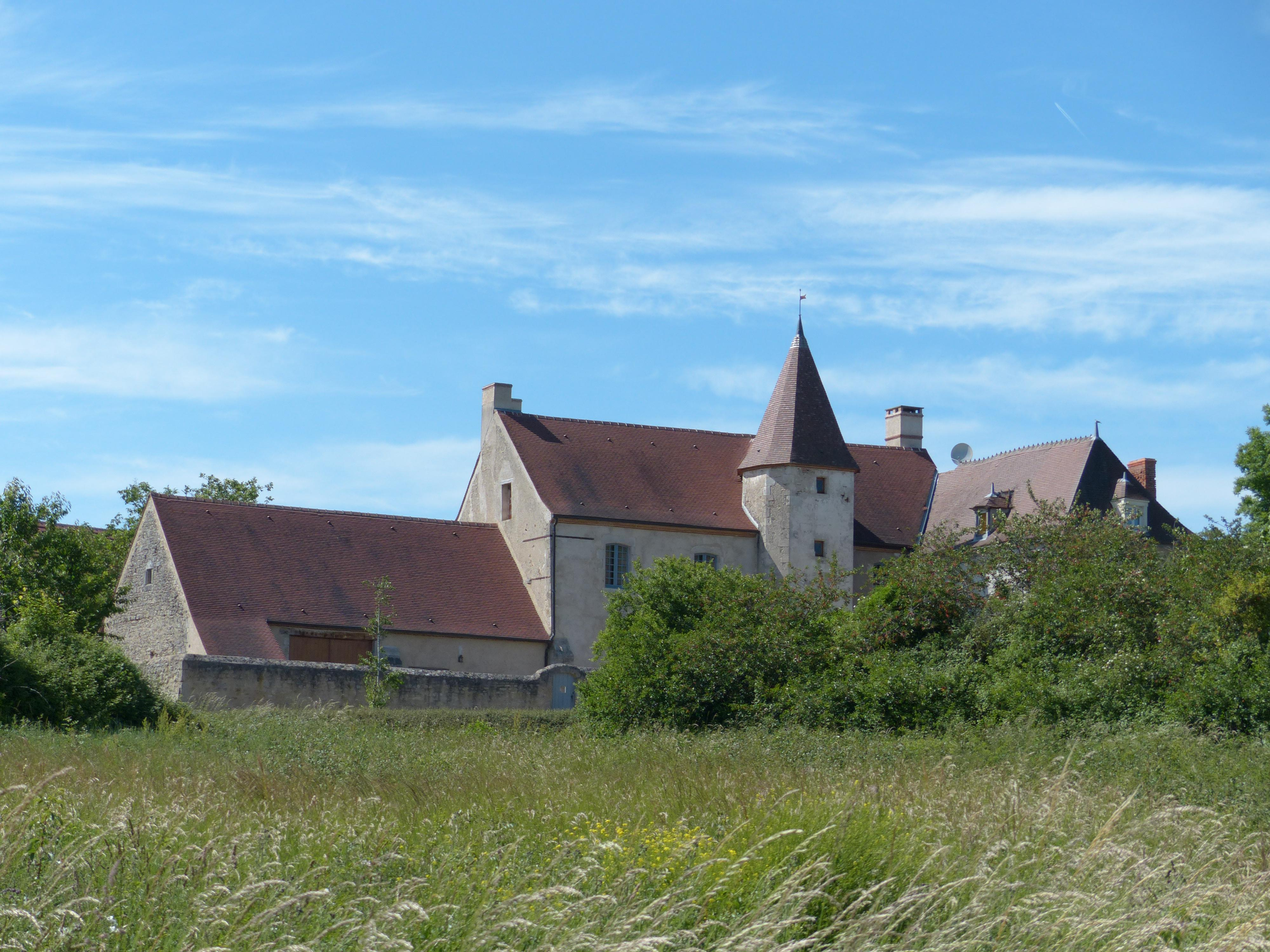
Befestigtes Herrenhaus in Louchy

Das Dorf Louchy war eine ehemals selbständige französische Gemeinde, die 1830 mit der Gemeinde Montfand zur neuen Gemeinde Louchy-Montfand zusammengeschlossen wurde. Louchy liegt circa einen Kilometer südlich von Montfand im Norden der Region Auvergne-Rhône-Alpes im Département Allier.

## Geschichte
Funde aus westgotischer Zeit wurden in Louchy gemacht.    

## Bevölkerungsentwicklung
| Jahr                       | 1793 | 1800 | 1806 | 1821 |
| Einwohner                  | 480  | 489  | 504  | 490  |
| Quellen: Cassini und INSEE |      |      |      |      |

## Sehenswürdigkeiten
- Kirche St-Pourçain, erbaut ab dem 12. Jahrhundert, Monument historique seit 1933
- Befestigtes Herrenhaus aus dem 16. Jahrhundert

Siehe auch: Liste der Monuments historiques in Louchy-Montfand